# NGC 3254
NGC 3254是一个位于小狮座的螺旋星系，1785年3月13日由威廉·赫歇爾发现。1941年在星系中发现超新星SN 1941B。

## 画廊

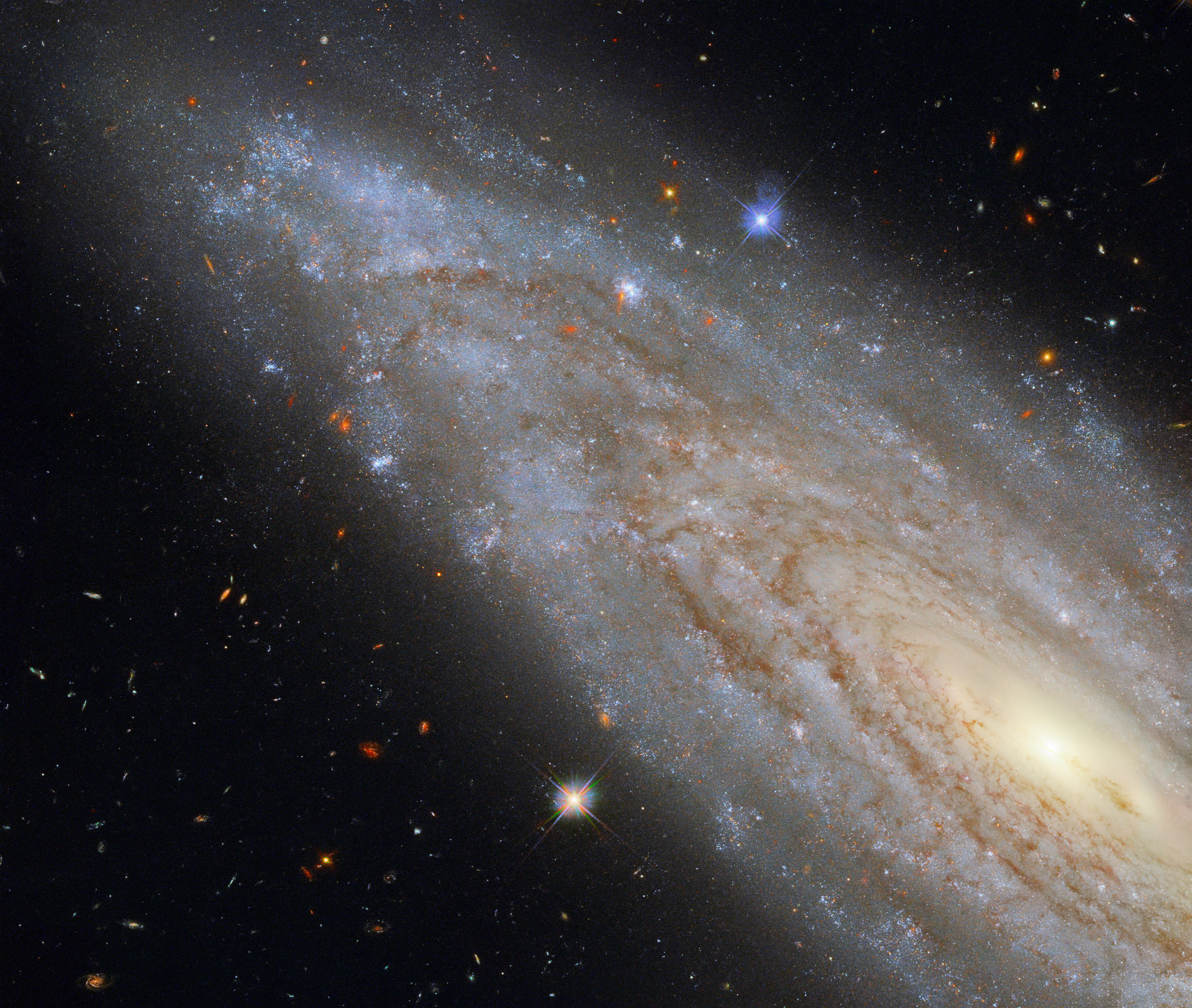
NGC 3254